# Цивільно-правова відповідальність
Цивільно-правова відповідальність — це встановлені законом юридичні наслідки за невиконання або неналежне виконання особою обов'язків, зобов'язань, що пов'язані з порушенням суб'єктивних цивільних прав другої сторони.
Захист цивільних прав здійснюється в установленому порядку загальним судом, арбітражним або третейським судом.
Мета цивільно-правової відповідальності — відновлення порушених майнових прав.

## Цивільно-правова відповідальність
Цивільно-правова відповідальність полягає в застосуванні до правопорушника (боржника) в інтересах другої сторони (кредитора) або держави установлених законом або договором правових заходів впливу, що має для нього негативні, економічно невигідні наслідки майнового характеру, а саме:
- відшкодування збитків;
- виплата неустойки (штраф, пеня);
- відшкодування шкоди;
- виконання основних обов'язків.

Функції цивільно-правової відповідальності, які виконуються в сукупності:
- відновлювальна;
- каральна (штрафна);
- виховна.

Цивільно-правову відповідальність поділяють на:
- залежно від підстав виникнення відповідальності:
  - договірна — виникає на підставі цивільно-правового договору. Має місце, коли одна зі сторін не виконала чи неналежно виконала умови договору. Міри договірної відповідальності можуть бути передбачені як законом, так і безпосередньо договором;
  - недоговірна (або деліктна) — виникає у випадку, якщо санкція застосовується до правопорушника, який не має договірних відносин з особою, якій завдано шкоди;

- залежно від характеру розподілу відповідальності між кількома боржниками розрізняють:
  - дольова (часткова) — кожен із боржників є відповідальним перед кредитором лише в тій частці, яка припадає на нього відповідно до законодавства;
  - солідарна — кредитор має право притягти до відповідальності як усіх боржників разом, так і кожного з них окремо, причому як повністю, так і в частині боргу;
  - субсидіарна — спеціальний вид відповідальності, застосовується, коли в зобов'язанні беруть участь два боржники, один з яких є основним, а другий — додатковим, зазвичай додатковий боржник виступає 3 особою в зобов'язанні.

Особливості цивільно-правової відповідальності: 
- головна мета — компенсація завданої шкоди;
- можливість добровільного відшкодування;
- позовний характер відповідальності;
- можливість притягнення до відповідальності за відсутності вини.

## Цивільно-правова відповідальність неповнолітніх
Неповнолітні особи можуть завдати шкоду людям своїми діями, іноді бути винними в невиконанні якогось зобов'язання. У цьому випадку постає питання про цивільну відповідальність неповнолітнього. Така відповідальність має свої особливості.
Цивільний кодекс України
|  | Ст. 31... Малолітня особа не несе відповідальності за завдану нею шкоду. Ст. 1178. Шкода, завдана малолітньою особою (яка не досягла 14 років), відшкодовується її батьками (усиновлювачами) або опікуном чи іншою фізичною особою, яка на правових підставах здійснює виховання малолітньої особи, - якщо вони не доведуть, що шкода не є наслідком несумлінного здійснення або ухилення ними від здійснення виховання та нагляду за малолітньою особою... |

За шкоду, вчинену малолітнім, віком до 14 років, відповідають батьки. У віці 14-18 років неповнолітній, який одержує зарплату, стипендію, має власне майно, сам відшкодовує збитки. Якщо названих джерел не вистачає, батьків притягають до субсидіарної відповідальності і вони доповнюють кошти неповнолітнього, субсидують його. Неповнолітній віком 15-18 років може власною працею відшкодувати завдану шкоду.